# Flabiol

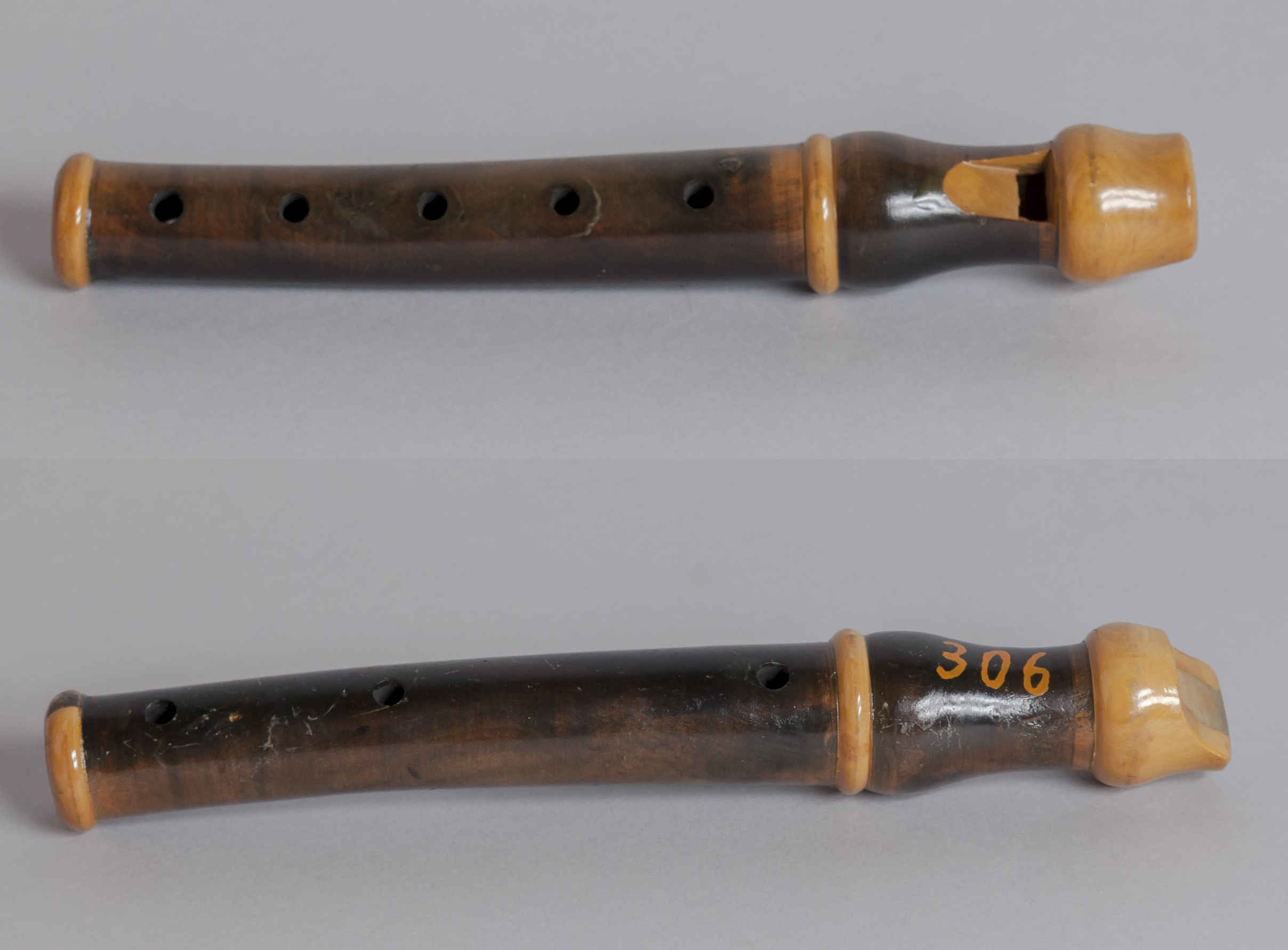
Flabiol, primera meitat del, fons del Museu de la Música de Barcelona

El flabiol és un instrument musical de vent de fusta de la família de les flautes, amb embocadura de bisell, i tocada amb una sola mà mentre amb l'altra es toca un tambor. un grup d'instruments àmpliament disseminat, testimoniat en diferents indrets d'Europa des de l'edat mitjana, i que adopta moltes variants. El que toca el flabiol es diu flabiolaire, a diferència del que succeeix en altres indrets de la península Ibèrica en què el parell flauta-tambor es manté viu en el folklore, on l'intèrpret s'anomena «tamborilero». L'altra mà s'utilitza per fer sonar la seva percussió que acostuma a ser un timbal, bombo o tamborí.
El flabiol fa entre 20 i 25 centímetres de llargada i acostuma a tenir cinc o sis forats a dalt i tres a sota, mentre que la majoria d'altres flautes d'aquesta tipologia d'una sola mà acostumen a tenir només tres forats.
Es distingeixen el flabiol sec, que està desproveït de claus i, tot i ser el menys conegut, és el més tradicional. Després hi ha el flabiol de claus o flabiol de cobla que es fa servir en les sardanes i altres grups de música tradicional i folk.
En la música de cobla el que duu el flabiol també duu un tamborí al colze esquerre que pica amb la mà dreta. Tota sardana comença amb un introit interpretat per un flabiol.
La seva zona geogràfica tradicional va des del sud de Catalunya fins a la Catalunya Nord i des de la Franja de Ponent fins a les Illes Balears on es fa servir com a instrument solista en melodies pròpies.
A part de formar grup en cobles de sardanes, també se'l troba amb la mitja cobla, formada per un sac de gemecs o cornamusa i flabiol i cobla de tres quartans formada per una tarota o tible, flabiol i sac de gemecs.
A una multitud de llocs es pot aprendre a fer sonar el flabiol moltes ciutats organitzen cada temporada cursos. Els més coneguts són els que organitza la AMTP (Aula de música tradicional i popular) de la Generalitat de Catalunya.

## Afinació
La gran majoria de flabiols es troben afinats en Fa (brillant o normal), encara que se'n troben en altres afinacions com Re, Mib, Mi, Fa#, Sol, Sol#. En l'actualitat se'n construeixen en gairebé tots i hi ha algunes investigacions amb força èxit de construir-ne tota la gamma: Do, Re, Mi, Fa, Sol, La, Si, Do. La música del flabiol s'escriu en clau de sol i una octava més avall del seu so real. A Catalunya es considera un instrument transpositor i quan un flabiolaire llegeix una partitura, el so que en resulta és una 11a. justa superior.

## Flabiol valencià
Al País Valencià, es coneix com a flabiol una mena de flauta dolça amb digitació de dolçaina que s'utilitza per facilitar el seu aprenentatge. La primera constància que es té de l'educació musical de l'ús del flabiol a l'educació primària al País Valencià es troba a principi dels anys 1990 al CEIP Ausiàs March de Llutxent. La introducció de manera important del flabiol en aquest àmbit començà a final de la dècada dels 2000. Continua augmentant la seua propagació i arribà a implicar a 31 col·legis i instituts a l'abril de 2016. La causa es troba al Projecte Flabiol.

## El flabiol a Catalunya
El flabiol dels flabiolaires és l'instrument més antic i representatiu de la música popular catalana. L'avalen una llarga trajectòria i una aplicació sostinguda i diversa, a més de la singularitat dins l'actual espectre universal. Es tracta d'una flauta curta, digitada en cinc forats amb una sola mà i dues intensitats d'aire. En el model més modern es pot assolir una tessitura de dues octaves amb tons cromàtics. Accionat generalment amb la mà esquerra, l'altra mà s'utilitza per percudir un tabal de mides variables, tambor, tamborí o bombo. També hi ha variants del mateix instrument que es toquen amb les dues mans.
L'agrupació de flauta i tambor apareix a Europa al segle xiii i constitueix el primer home orquestra de la música occidental. Si bé les iconografies més antigues mostren un model curt com el català, en els segles posteriors apareixen iconografiats, i també a Catalunya, models de flauta llarga i prima de tres forats, digitats prop del peu i de quatre intensitats d'aire. Als Països Catalans, aquesta disposició desapareix en temps del Renaixement i solament es conserva a les Pitiüses en la variant de la flaüta eivissenca, mentre que a Catalunya i Mallorca s'hi perpetua el flabiol.
El flabiol ha estat un component de les cobles en diverses èpoques i s'ha perfeccionat, des dels models més primitius d'una sola peça i embocadura plana fins a una morfologia barroca en dues peces i embocadura de bec, i una posterior incorporació de claus per als cromatismes en la cobla moderna. Paral·lelament s'ha mantingut la modalitat de flabiolaire solitari per fer balls de moda i acompanyament de danses, gegants, figures i cant. També en agrupacions de dos o més flabiols, en cobles de flabiolaires.
El 2007 es creà un projecte que pretenia d'introduir el flabiol a l'educació primària i secundària del Vallès. El projecte es consolidà organitzativament amb la creació cap a principis de la dècada del 2010. En poc temps assolí la maduresa amb la celebració de la Primera Trobada de Flabiolaires Escolars a Sabadell en juny de 2010.
Des del 1985 se celebra anualment, a principi de novembre, la Festa del Flabiol d'Arbúcies, una trobada oberta a tots els flabiolaires i persones interessades en aquest instrument.

## El flabiol a Mallorca
La figura del flabiol a Mallorca es complementa amb el tamborí. Anteriorment, el flabiol mallorquí era el mateix instrument que el flabiol català; no obstant, el segon instrument va ésser millorat a través l'adhesió de claus per tal de facilitar les alteracions, diferenciant-se així del primer. El tamborí que acompanya al flabiol mallorquí té els seus orígens al tamborí provençal, sent primer més baix i ample que el segon. Cal destacar que a Mallorca i a Menorca s'anomena flabioler a l'intèrpret de flabiol, en contrast a Catalunya i al País Valencià, on es diu flabiolaire.

### Parts i construcció del flabiol mallorquí i del tamborí
El flabiol mallorquí consisteix en un tub cilíndric d'uns vint-i-tres centímetres. Així i tot, hi ha varietats més petites de l'instrument, com és el cas del flabiol de pastor, que fa uns vint centímetres, o el flabiolet de porquer, de quinze centímetres. El diàmetre del tub fa uns dotze mil·límetres com a norma general, encara que pot ser més ample o més estret depenent de si es vol un so més gruixut o un so més prim respectivament. Així i tot, d'un extrem a l'altre el flabiol sol variar en uns tres mil·límetres, diferència que dona al flabiol una forma lleugerament cònica. El tub està fet de fusta, normalment de ginjoler, cirerer, boix, ametler, alzina o albercoquer, entre d'altres.
Als dos extrems del tub s'hi troben dos reforços anomenats virolles, fets regularment de llautó. Juntament a la virolla superior, s'hi troba el bisell, el qual funciona com a via d'escapament de l'aire sobrant i és fonamental per a les vibracions, és a dir, resultat sonor. A l'extrem superior s'hi troba l'embocadura, per on el flabioler duu a terme el buf. És particular del flabiol mallorquí que l'embocadura sigui plana, ja que a altres tipus de flabiol té forma de bec. L'embocadura disposa d'una peça anomenada tosquet. El tosquet consisteix en un tap de fusta pla i llis. Aquest tap normalment es fa a partir d'una branca seca de sivina degut a la seva insensibilitat a la humitat, encara que també es pot fer a partir d'altres fustes fluixes i mal·leables com per exemple el pi.
El flabiol mallorquí té cinc forats a davant i tres a darrere. Perquè tots els forats sonin afinats són fets a través d'una mostra, la mesura de la qual està presa amb un peu de rei. Es toquen tots els forats quan es fan servir certes digitacions específiques a dues mans, però quan es toca amb el tamborí, només s'empren quatre forats dels de davant i dos dels de darrere. El flabiol de porquer només té cinc forats.
El tamborí que complementa al flabiol és un instrument de percussió. La seva membrana oscil·la entre trenta i cinquanta centímetres de diàmetre, i està feta generalment de pell de cabrit o de gat afaitada. Els costats del tamborí estan fets de plaques de fusta normalment de lledoner d'uns tres o quatre mil·límetres, posades una sobre l'altra. S'usa el lledoner, que és una fusta lleugera, perquè el tamborí s'ha d'agafar només amb una mà. Les membranes de pell es troben unides als costats a través d'una llendera de corda, la qual va de dalt a baix. Transversalment a les membranes, hi trobem els bordons, fets tradicionalment de budell i actualment de materials sintètics. Els bordons permeten que les membranes vibrin i s'afinen normalment sobre la nota Do, igual que el bordó de les xeremies. Així i tot, a vegades s'afinen una 5a justa per damunt. El tamborí té un forat petit pel qual surt el so. L'instrument és atacat amb una maceta i penja de l'espatlla de l'intèrpret amb una corretja, de manera que l'instrumentiste pot tocar el flabiol i el tamborí alhora.

### L'ús pràctic i social del flabiol a Mallorca
La dualitat del flabiol i el tamborí assumeix un paper melòdic i rítmic respectivament. El flabiol és tocat amb la mà esquerra si l'intèrpret és dretà; en el cas que sigui esquerrà és tocat per la mà oposada. Això es deu al fet que la mà forta és reservada a la baqueta del tamborí, que requereix més esforç físic. El flabiol té un registre de La² a Re4, és a dir, d'una 11a justa. L'àmbit de les xeremies és el mateix excloent dues notes extremes que generalment són emprades pels flabiolers per a fer reguinyols. Les alteracions es fan tapant mig forat en compte d'un forat sencer, i n'hi ha algunes que només es poden fer tocant amb les dues mans. El tamborí s'encarrega, en primer lloc, de marcar la pulsació i, en segon lloc, de definir la mètrica i ritme intern a través de redobles.
A nivell socio-musical, el lloc del flabiol i tamborí es troba en les colles. Una colla és un tipus d'agrupació musical formada per almenys un intèrpret de flabiol i tamborí, i un intèrpret de xeremia. El nombre d'intèrprets d'una colla és variable. Durant l'edat mitjana, les xeremies, flabiols i tamborins eren instruments freqüentats pels joglars i ministrils. Ja des del segle xiv, hi ha constància escrita de la presència de colles de xeremiers i flabiolers. Antigament, no hi havia una afinació preestablerta i els instruments de cada colla eren construïts i afinats segons els patrons del primer d'ells. Això generava un problema hora de trobar-se amb una altra colla, ja que molt sovint les afinacions no coincidien. Aquest problema avui en dia està resolt en general, encara que segueix haguent-hi contrast entre colles degut als reguinyols. Així i tot, la tendència de les colles contemporànies és d'afinar lleugerament més agut per tal d'aconseguir una sonoritat més brillant i més punyent.
El repertori interpretat per les colles sol ser música popular, majoritàriament danses, el qual és farcit de reguinyols improvisats. Cada colla cerca ornamentar d'una manera peculiar, homogènia i empastada, fins al punt que cada intèrpret pugui preveure el reguinyol que farà l'altre. Aquesta homogeneïtat es perd quan s'intercanvien membres entre colles. La sonoritat de les colles es caracteritzen per un bordó continu a la 5a i a la 8a generat per les trompes de les xeremies, pel pols i la mètrica portat pel flabiol, i per melodies populars generalment a l'uníson per part del flabiol i les xeremies. Així com els xeremiers acostumen a tocar la melodia lligada, els flabiolers la toquen en general picada, a major o menor quantitat depenent de l'intèrpret i de la seva zona geogràfica. Avui en dia el flabiol es troba també en grups de música, fet molt atípic fins fa poc. Cal destacar que antigament, tant el flabiol com les xeremies eren instruments emprats en àmbits pastorals a mode d'entreteniment.